# The Animals (britské album)
The Animals je britské debutové album The Animals vydané v roce 1964. Je odlišné od amerického debutového alba shodně nazvaného The Animals.

## Seznam skladeb

### Strana 1
1. „Story of Bo Diddley“ (Eric Burdon, Ellas McDaniel) – 5:40
2. „Bury My Body“ (Al Kooper, Alan Price) -- 2:53
3. „Dimples“ (John Lee Hooker) [jiná verze než na albu The Animals on Tour] – 3:20
4. „I've Been Around“ (Fats Domino) – 1:40
5. „I'm in Love Again“ (Fats Domino, Dave Bartholomew) – 3:04
6. „The Girl Can't Help It“ (Bobby Troup) – 2:24

### Strana 2
1. „I'm Mad Again“ (John Lee Hooker) – 4:18
2. „She Said Yeah“ (Larry Williams) – 2:22
3. „Night Time is the Right Time“ (Lew Herman) – 3:49
4. „Memphis Tennessee“ (Chuck Berry) – 3:08
5. „Boom Boom“ (John Lee Hooker) – 3:20
6. „Around and Around“ (Chuck Berry) – 2:45